# Wolfpack (jeu vidéo)
Pour les articles homonymes, voir Wolf Pack.
Wolfpack est un jeu vidéo de type simulateur de sous-marin sorti en 1990 sur PC et en 1991 sur Amiga et Atari ST. Le jeu a été développé par NovaLogic et édité par Brøderbund Software (PC) et Mirrorsoft (Amiga, Atari ST).